# Kommando Siegfried Hausner
Kommando Siegfried Hausner, uppkallat efter Siegfried Hausner (död 1975), var ett kommando inom Röda armé-fraktionen. Det bildades året efter ockupationen av den västtyska ambassaden i Stockholm 1975.
Den 5 september 1977 kidnappade Kommando Siegfried Hausner i Köln den tyska arbetsgivarorganisationens ordförande Hanns-Martin Schleyer. Det är inte helt klarlagt vilka som utförde denna aktion, men sannolikt var det Peter-Jürgen Boock, Brigitte Mohnhaupt, Adelheit Schulz, Christian Klar och Stefan Wisniewski.